# جبهه متحد (چین)
جبهه متحد در جمهوری خلق چین جبهه‌ای مردمی متشکل از احزاب قانوناً مجاز در این کشور به رهبری حزب کمونیست چین است. علاوه بر این حزب، جبهه شامل هشت حزب جزئی و فدراسیون صنعت و تجارت تمام چین است. جبهه توسط کارگروه جبهه متحد کمیته مرکزی حزب کمونیست چین مدیریت می‌شود.